# Municipio de Home (Kansas)
El municipio de Home (en inglés: Home Township) es un municipio ubicado en el condado de Nemaha en el estado estadounidense de Kansas. En el año 2010 tenía una población de 543 habitantes y una densidad poblacional de 5,78 personas por km².

## Geografía
El municipio de Home se encuentra ubicado en las coordenadas 39°42′21″N 96°11′3″O / 39.70583, -96.18417. Según la Oficina del Censo de los Estados Unidos, el municipio tiene una superficie total de 93.88 km², de la cual 92,22 km² corresponden a tierra firme y (1,77 %) 1,66 km² es agua.

## Demografía
Según el censo de 2010, había 543 personas residiendo en el municipio de Home. La densidad de población era de 5,78 hab./km². De los 543 habitantes, el municipio de Home estaba compuesto por el 94,29 % blancos, el 1,1 % eran afroamericanos, el 0,92 % eran amerindios, el 0,74 % eran asiáticos, el 0,55 % eran de otras razas y el 2,39 % eran de una mezcla de razas. Del total de la población el 2,39 % eran hispanos o latinos de cualquier raza.